# Martina Münch

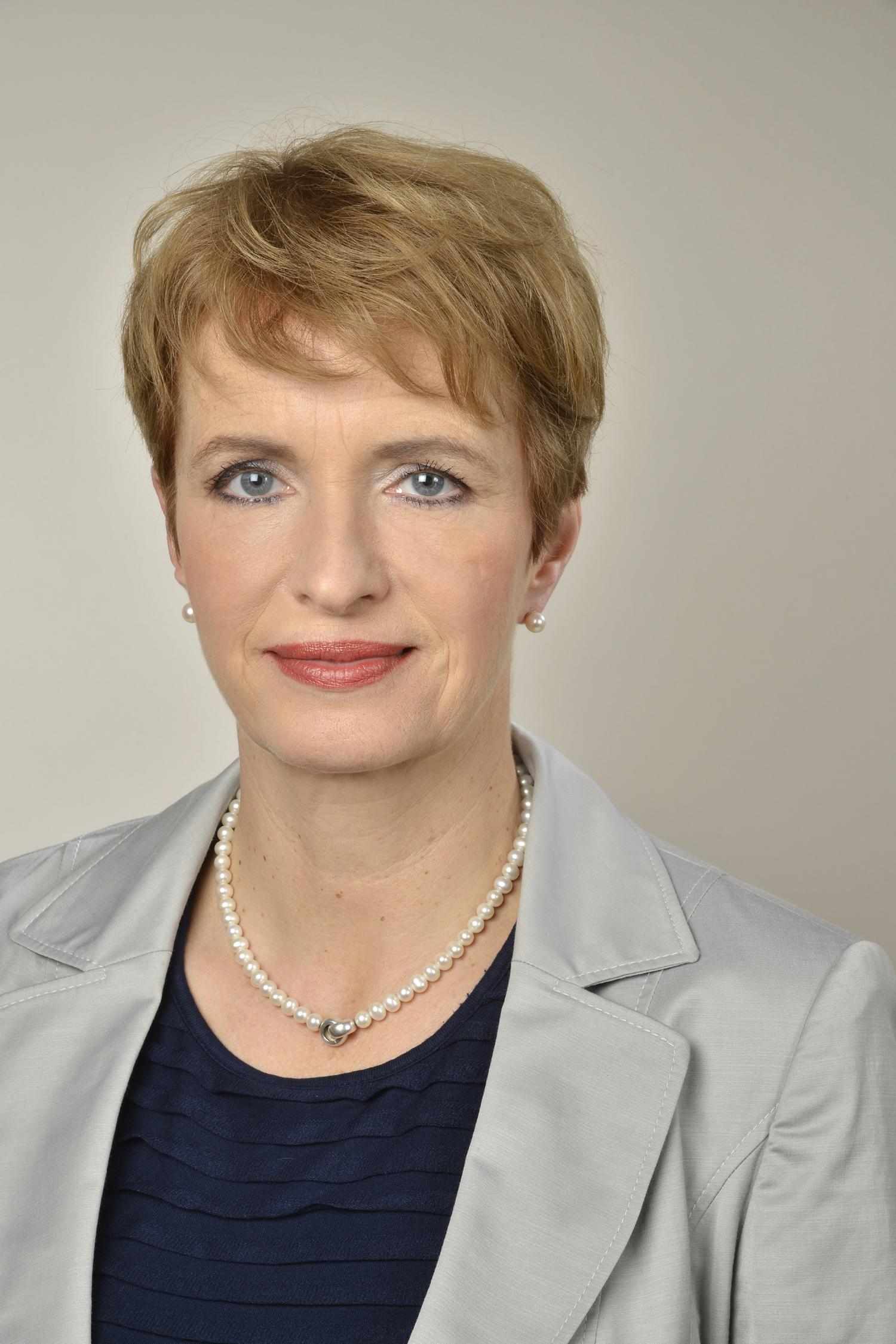
Martina Münch (2016)

Martina Münch (* 29. Dezember 1961 in Heidelberg) ist eine deutsche Politikerin (SPD) und Ärztin. Seit Dezember 2022 ist sie Bürgermeisterin und Beigeordnete für das Dezernat Soziales, Gesundheit und Vielfalt der Stadt Leipzig. Zuvor war sie von 2009 bis 2019 Mitglied der Landesregierung Brandenburgs (mit Unterbrechung 2014–2016) als Ministerin für Wissenschaft, Forschung und Kultur.

## Leben und Beruf
Münch wurde 1961 als eines von vier Kindern des katholischen baden-württembergischen Jurastudenten und späteren SPD-Politikers Helmut Münch geboren. Nach dem Abitur am Mannheimer Karl-Friedrich-Gymnasium im Jahr 1980 studierte sie bis 1987 Medizin in Heidelberg, Hamburg, London und den USA. In dieser Zeit war sie Stipendiatin der Studienstiftung des deutschen Volkes. Anschließend wurde sie nach erfolgreicher Verteidigung ihrer Dissertation zum Thema Hirnveränderungen bei Schizophrenen promoviert. Von 1988 bis 1995 arbeitete sie als Ärztin und wissenschaftliche Mitarbeiterin im Universitätsklinikum „Rudolf Virchow“ in Berlin. 1995 zog sie mit ihrer Familie aus beruflichen Gründen nach Cottbus und nahm dort zunächst Erziehungsurlaub. Münch ist katholisch, verheiratet, hat sieben Kinder und lebt in Cottbus.

## Politik
Sie ist seit 1978 Mitglied der SPD. Von 1998 bis 2009 war sie Mitglied der Stadtverordnetenversammlung von Cottbus, der sie seit Mai 2014 erneut angehört. Bei den Landtagswahlen 2004 und 2009 errang sie jeweils im Landtagswahlkreis Cottbus I das Direktmandat für den Landtag Brandenburg. Dort war sie von November 2004 bis Oktober 2009 Vorsitzende des Ausschusses für Wissenschaft, Forschung und Kultur. 2006 wurde sie Mitglied des Landesvorstands der SPD Brandenburg. Nach der Landtagswahl 2009 wurde Münch Ministerin für Wissenschaft, Forschung und Kultur im von Matthias Platzeck geführten Kabinett. Nach dem Rücktritt Holger Rupprechts trat Münch am 23. Februar 2011 dessen Nachfolge als Ministerin für Bildung, Jugend und Sport an.
Bei der Landtagswahl in Brandenburg 2014 konnte sie ihr Direktmandat in Cottbus nicht verteidigen. Dem seit dem 5. November 2014 regierenden Kabinett Woidke II gehörte sie nicht mehr als Ministerin an. Am 7. März 2016 wurde bekannt, dass sie nach dem Ausscheiden von Sabine Kunst erneut Ministerin für Wissenschaft, Forschung und Kultur werden soll, am 8. März 2016 wurde sie zur Ministerin im Kabinett Woidke II ernannt.
2019 schied sie aus dem Landtag aus. Am 20. November 2019 schied sie aus ihrem Ministeramt im Kabinett Woidke II aus. Dem Kabinett Woidke III gehört sie nicht mehr an.
2022 wurde Münch als neue Bürgermeisterin und Beigeordnete für das Dezernat Soziales, Gesundheit und Vielfalt der Stadt Leipzig in der Nachfolge des bisherigen Bürgermeisters und Beigeordneten Thomas Fabian vorgeschlagen. In der Sitzung des Leipziger Stadtrates am 14. September 2022 konnte Münch die für die Wahl erforderlichen Mehrheiten nicht erzielen: Im ersten Wahlgang, in dem eine Zwei-Drittel-Mehrheit nötig gewesen wäre, erhielt sie bei 23 Ablehnungen und zwei Enthaltungen 28 Ja-Stimmen, im zweiten Wahlgang, in dem die einfache Mehrheit genügt hätte, entfielen bei 32 Ablehnungen und zwei Enthaltungen 30 Ja-Stimmen auf Münch. In der Sitzung des Leipziger Stadtrates am 12. Oktober 2022 fand die Beigeordnetenwahl erneut statt, bei der Münch abermals antrat. Im ersten Wahlgang erzielte sie bei 13 Enthaltungen, sieben ungültigen Stimmen und zehn Stimmen für den Gegenkandidaten Siegbert Droese von der AfD 32 Stimmen, womit Münch zur neuen Bürgermeisterin und Beigeordneten für das Dezernat Soziales, Gesundheit und Vielfalt gewählt ist. Der Amtsantritt erfolgte am 1. Dezember 2022.